# Mamadou Sangare
Mamadou Sangare (Bamako, 26 giugno 2002) è un calciatore maliano, centrocampista del Lens e della nazionale maliana.

## Carriera

### Club
Nel settembre 2022 si è unito al Salisburgo proveniente dallo Yeelen Olympique.
Nel 2021 è stato prestato al Grazer AK per tutta la stagione. Per la stagione 2022-23 è stato prestato allo Zulte Waregem in Belgio. Il 6 febbraio 2023 si è trasferito sempre in prestito all'Hartberg.

### Nazionale
Nel giugno 2023 è stato incluso nella squadra maliana per la Coppa delle nazioni africane Under-20 2023 in Marocco, Dove le Eagles sono finite terze e si sono qualificate per le Olimpiadi 2024.

## Statistiche

### Presenze e reti nei club
Statistiche aggiornate al 26 ottobre 2023.
| Stagione        | Squadra         | Campionato      | Campionato | Campionato | Coppe nazionali | Coppe nazionali | Coppe nazionali | Coppe continentali | Coppe continentali | Coppe continentali | Altre coppe | Altre coppe | Altre coppe | Totale | Totale | Totale |
| Stagione        | Squadra         | Comp            | Pres       | Reti       | Comp            | Pres            | Reti            | Comp               | Pres               | Reti               | Comp        | Pres        | Reti        | Pres   | Reti   |        |
| --------------- | --------------- | --------------- | ---------- | ---------- | --------------- | --------------- | --------------- | ------------------ | ------------------ | ------------------ | ----------- | ----------- | ----------- | ------ | ------ | ------ |
| 2020-2021       | Liefering       | 2L              | 11         | 1          |                 | -               | -               |                    | -                  | -                  |             | -           | -           | 11     | 1      |        |
| 2021-2022       | Grazer AK       | 2L              | 26         | 5          | CA              | 0               | 0               |                    | -                  | -                  |             | -           | -           | 26     | 5      |        |
| 2022-gen. 2023  | Zulte Waregem   | D1              | 10         | 1          | CB              | 2               | 0               |                    | -                  | -                  |             | -           | -           | 12     | 1      |        |
| gen.-giu. 2023  | Hartberg        | BL              | 15         | 2          | CA              | 2               | 0               |                    | -                  | -                  |             | -           | -           | 17     | 2      |        |
| 2023-2024       | Hartberg        | BL              | 9          | 0          | CA              | 1               | 0               |                    | -                  | -                  |             | -           | -           | 10     | 0      |        |
| Totale carriera | Totale carriera | Totale carriera | 71         | 9          |                 | 5               | 0               |                    | 0                  | 0                  |             | -           | -           | 76     | 9      |        |